# 幼稚園教育要領
幼稚園教育要領（ようちえんきょういくようりょう）とは、文部科学省が告示する幼稚園における教育課程の基準のことである。

## 幼稚園教育要領の概要
幼稚園教育要領は、幼稚園または認定こども園で実際に教えられる内容とその詳細について、学校教育法施行規則の規定を根拠に定めている。国立園、公立園、私立園を問わずに適用されるが、実際の状況では、国公立園に対する影響力が強い一方で、私立園に対する影響力はそれほど強くない。なお、特別支援学校幼稚部では、別途、特別支援学校幼稚部教育要領（特殊教育諸学校時代は、盲学校、聾学校及び養護学校幼稚部教育要領）が適用され、一般の幼稚園に通う幼児に対しても、個別の教育的配慮に応じて適用が可能となっている。
この他、小学校学習指導要領、中学校学習指導要領、高等学校学習指導要領、盲学校、聾学校及び養護学校小学部・中学部学習指導要領(現在は、特別支援学校小学部・中学部学習指導要領が適用)、盲学校、聾学校及び養護学校高等部学習指導要領（現在は、特別支援学校高等部学習指導要領が適用）がある。
一方、保育所は厚生労働省所管の児童福祉法に定める施設であり、保育所保育指針と呼ばれるものがある。同様に、こども家庭庁所管の認定こども園（児童福祉法上の規定もなされている）については、別途、幼保連携型認定こども園教育・保育要領が別途定められている。
直近の改訂は、2017年3月31日告示、2018年4月より施行となっている。
これを機に、幼稚園教育要領、保育所保育指針、幼保連携型認定こども園教育・保育要領をあわせて「3法令」と称する言説が散見されるようになった。しかし、省令（＝法令）が根拠となっているものの、保育指針、教育要領、教育・保育要領そのものが「法令」であるかどうか、またその法的拘束力をめぐっては、教育法学・教育行政学の議論では見解（基準説、大綱的基準説、指導助言説等々）が分かれている。
近年、文部科学省は「3要領・指針」と表記するようになっている（例：学びや生活の基盤をつくる幼児教育と小学校教育の接続について 〜幼保小の協働による架け橋期の教育の充実〜、2023年2月27日、中央教育審議会 初等中等教育分科会 幼児教育と小学校教育の架け橋特別委員会）。

## 教育要領
- 第1章  総則
- 第2章  ねらい及び内容
- 第3章  指導計画作成上の留意事項